# Tân Phước Khánh
Tân Phước Khánh is een stadje in het district Tân Uyên, een van de districten in de Vietnamese provincie Bình Dương. Tân Phước Khánh is een van de drie stadje in het district. Naast Tân Phước Khánh is dat de hoofdplaats van het district Uyên Hưng en Thái Hòa.
De oppervlakte van Tân Phước Khánh bedraagt 10,14 km². Tân Phước Khánh heeft 14.340 inwoners. Tân Phước Khánh ligt in het zuiden van het district.